# 本田毅
本田 毅（ほんだ たけし、1961年12月31日 - ）は、東京都出身のギタリスト。

## 人物
日本のミュージシャン、ギタリストで、PERSONZのギタリスト、氷室京介のサポートギタリストとして知られる。現在は自身のソロプロジェクト「Effectric Guitar」でも活動する。エフェクターを駆使する独創的なサウンドは辻剛、石垣愛、INORAN、HISASHIなど数多くのギタリストに影響し、ギター雑誌で特集記事が組まれる。血液型はA型。

## 略歴
- 1983年にThe Roodysのギタリストとして新宿ロフトでデビューする。PERSONZ前身のNOTHING PERSONALを結成する。
- 1984年にバンド名をPERSONZへ変更する。手に怪我をした布袋寅泰の代役としてBOØWY ライブ 法政大学学園祭へ4月に出演する。
- 1987年にセカンドミニアルバムをインディーズで発売して9月にメジャーデビューアルバム"PERSONZ"を発表する。アルバムを6枚発売し、ライブを多数催す。 アルバム”DREAMERS ONLY”がオリコンアルバムチャートで1位となる。横浜アリーナで1万人ライブ、数回の武道館公演など催す。
- 1992年にPERSONZを脱退する。
- 1993年からアーティスト[1]らのレコーディング、ライブなどでギタリストとして活動する。
- 2002年にゲストギタリストとしてPERSONZへ復帰し、数々のアルバム､ツアーなどに参加する。
- 2015年にPERSONZが24年ぶりに武道館で公演する。
- 2016年にキャリア初のソロプロジェクト”Effectric Guitar”を開始し、2017年と2018年に全国各地で勢力的にライブを催す。
- 2019年に1stソロアルバム『Effectric guitar』をテイチクエンタテインメントから発売する。ソロ初のホールライブ”Effectric Guitar scape ZERO Band style”を東京全労済ホール／スペース・ゼロで開催する。
- 2020年に1stソロライブDVD『Effectric guitar scape ZERO band style』をテイチクエンタテインメントから発売する。
- 2021年からPERSONZ結成35周年ツアーに参加する。

## バンド活動履歴
- The Roodys 1982年 - 1983年
- NOTHING PERSONAL 1983年 - 1984年
- PERSONZ 1984年 - 1992年、2002年 -
- CHU-YA&De-LUX 1985年 - 1987年
- VERSUS 1993年 - 1997年
- GITANE 1998年 - 2002年休止、2019年 再結集ライブGITANE 20th Anniversary LIVE、2019年 『Defragmentation』東京と大阪で開催。
- fringe tritone 2002年 -

## プロデュース＆サウンドプロデュース
- 谷口宗一シングル 「空を見上げる涙は…」
- BUGY CRAXONE : album / blanket
- Galla : album / PARA LIFE
- R’OSE : maxi single / 翼の折れた天使
- Knave : mini album & maxi singles
- TRASH : album / 11:11（台湾版）

## サポート
- 1993年10月 イベントライブ 「SUPER SESSION in中野」泉谷しげる（中野サンプラザ）
- 1995年1月 赤城恭壱 ライブ（新宿 NISSIN POWER STATION）
- 1996年7月 高橋克典 ツアー[2]
- 1998年4月 CLIPTON ライブ（渋谷ONAIR WEST）
- 1998年7月 -  氷室京介 ライブ＆ツアー（「TOUR"COLLECTIVE SOULS"1998 One Night Stand」以降）
- 2001年11月 IZAM ライブ（原宿アストロホール）
- 2007年8月 - 2008年2月 安室奈美恵 ツアー「PLAY tour 2007～2008」
- 2008年4月 INORAN ツアー「defying gravity」（渋谷C.C.Lemon Hall、SHIBUYA-AX）
- 2011年6月 氷室京介 東日本大震災復興支援チャリティライブ KYOSUKE HIMURO GIG at TOKYO DOME “We Are Down But Never Give Up!!"
- 2012年 - 2018年 清木場俊介 ツアー 2012年「SUMMER’S SOUL Vol.2」、「CHRISTMAS CONCERT 2018 WHITE ROCK Ⅴ」
- 2016年 - 網浜大和ライブ＆レコーディング
- 2020年 - shammon ライブ

## RECORDINGS
- PERSONZ：インディーズアルバム、メジャー1st - 6thアルバム＆シングル、14th - 20thアルバム、現在まで
- 東京少年：album / TOKYO-SHONEN
- 吉川晃司：album / Cloudy Heart
- 高橋まこと：album / 楽しき人生
- 赤城恭壱：1st album / Zeal
- ZIGGY：single / Jealousy～ジェラシー～
- 高橋克典：album / SWEET & WILD
- 大友康平：album / HEAVEN
- 氷室京介：live Album / The one night stands tour “Collective Souls” 1998
- STEVE STEVENS：album / FLAMENCO.A.GO.GO
- 宇都宮隆：album / WHITE ROOM
- 氷室京介：maxi single / GIRLS BE GLAMOROUS
- 安室奈美恵：ライブDVD / namie amuro PLAY tour 2007
- 氷室京介：live CD / 21st Century Boowys VS HIMURO”
- misono：album/ カバーALBUM
- 松井常松：album/ HORIZON -20TH ANNIVERSARY
- fringe tritone：花王へルシアスパークリングCM / fly away
- 清木場俊介：album / FIGHTING MEN
- NTTドコモ「GALAXY Note Edge」：CMソング / Touch me
- 山口レイヤ：album / Back to Basic
- CANDY GO!GO!：album / IDOROCK
- 本田毅：album / Effectric Guitar

## 教則ビデオ・DVD
- TAKESHI HONDA：video CREATIVE GUITAR PLAY リットーミュージック（廃盤）
- TAKESHI HONDA：DVD 直伝 ワン・パターンを克服するアドリブ構築法 (ATOSS INTERNATIONAL ATDV-027)
- TAKESHI HONDA：DVD ギタリストのための、リズム強化トレーニング (ATOSS INTERNATIONAL ATDV-173)